# Alicia Markova

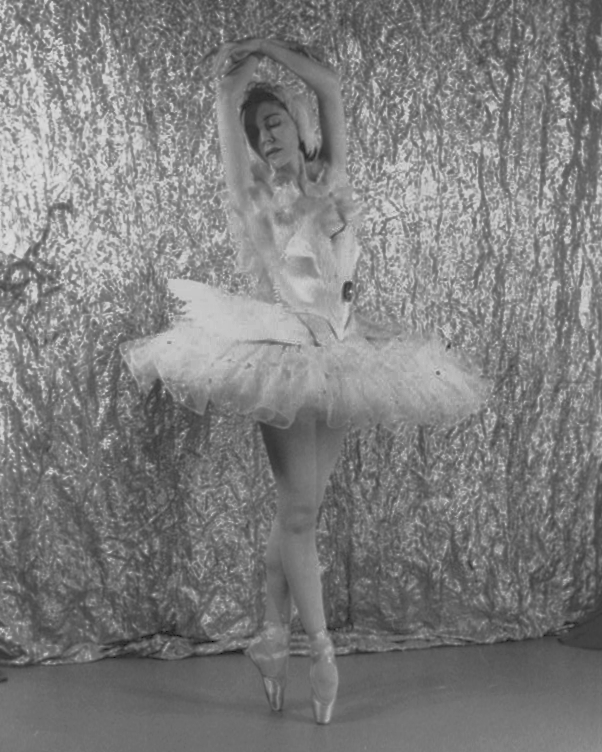
Alicia Markova als „Sterbender Schwan“ (am 24. November 1948, Fotografie, Carl Van Vechten)

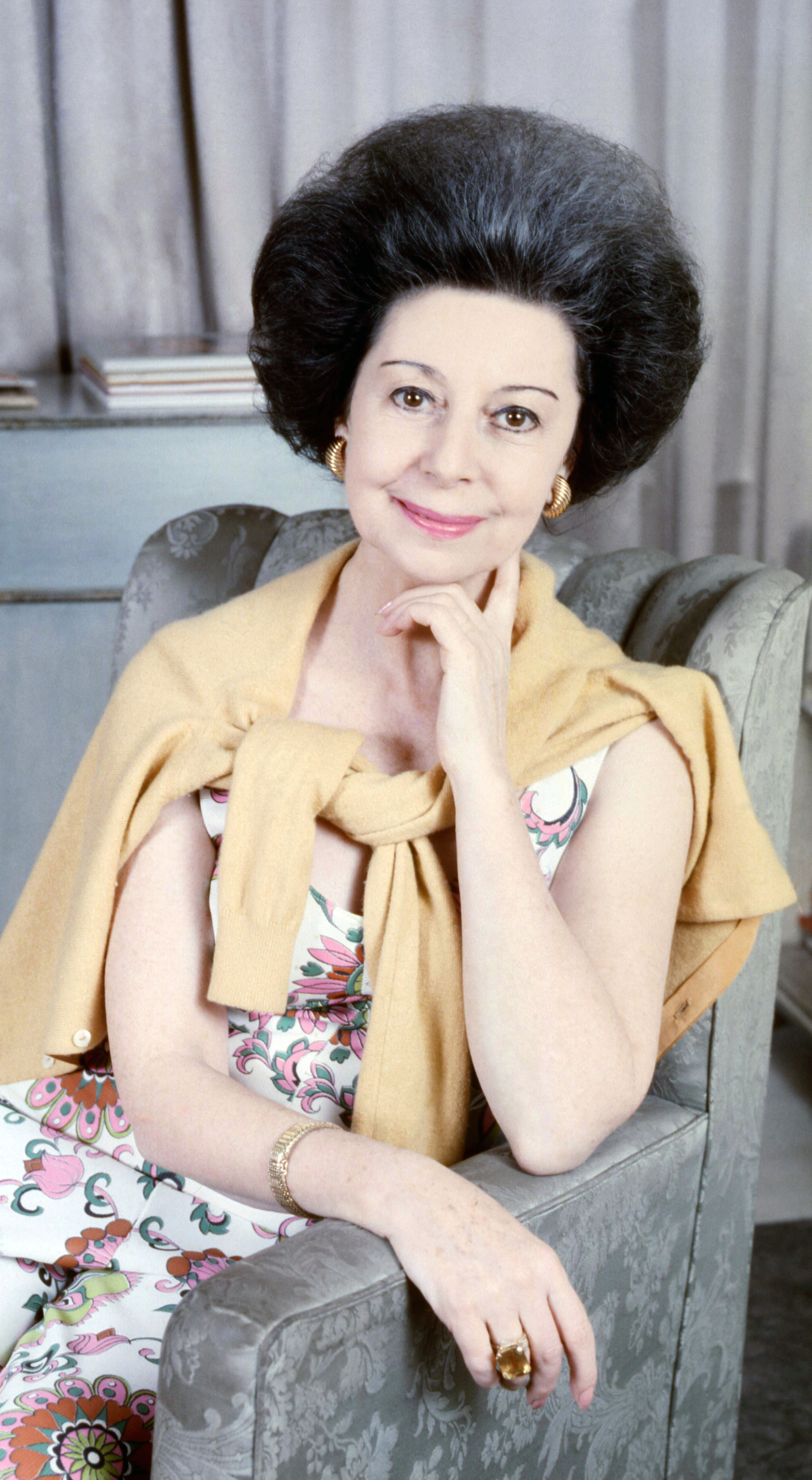
Alicia Markova 1972 (Foto: Alan Warren)

Dame Alicia Markova, DBE (* 1. Dezember 1910 in London; † 2. Dezember 2004 in Bath) war eine englische Primaballerina des klassischen Balletts.

## Leben
Markova wurde als Lillian Alicia Marks als Kind irisch-jüdischer Eltern am 1. Dezember 1910 in London geboren. Ab dem Alter von acht Jahren erhielt sie wegen Problemen mit ihren Beinen auf ärztlichen Rat hin Ballettunterricht. Zu ihren Mitschülern gehörten auch Serafima Astafieva und Enrico Cecchetti.
Entdeckt wurde sie einige Jahre später von Djagilew. Er engagierte die 14-jährige für seine Ballets Russes und ging mit ihr durch ganz Europa auf Tournee. Sie war damals das jüngste Mitglied in seinem Ballett-Ensemble. Er war es auch, der ohne ihre Zustimmung ihren Namen in Markova änderte, da sie als Nicht-Russin einen russischen Namen brauchte.
Nach Djagilews Tod kehrte sie 1929 nach England zurück. In der Folgezeit tanzte sie bei dem Ballet Rambert und dem Vic Wells Ballet. Später gründete sie zusammen mit Anton Dolin, mit dem sie schon bei den Ballets Russes und dem Vic Wells Ballet zusammengearbeitet hatte, das Markova-Dolin Ballet. Ihre Auftritte in Giselle, Schwanensee oder Romeo und Julia wurden gefeiert.
Zwischen 1938 und 1946 tanzte sie, mit einigen kurzen Unterbrechungen, am American Ballet Theatre. Nach dem Zweiten Weltkrieg war sie eine Mitbegründerin des Festival Ballets. 1960 kreierte sie mit dem indischen klassischen Tänzer Ram Gopal ein Duett namens Radha-Krishna auf der Grundlage von Hindu-Mythologie, wobei sie als Radha und Gopal als Krishna tanzte.
1963 verlieh ihr Königin Elisabeth II. den Titel Dame Commander des Order of the British Empire. Im selben Jahr setzte sie sich als Tänzerin zur Ruhe. Bis dahin hatte sie alle großen Partien einer Balletttänzerin getanzt. Die 1,58 Meter große Tänzerin wog während ihrer aktiven Zeit nie mehr als 44 Kilogramm.
Trotz ihres Ruhestandes arbeitete sie jedoch weiter als Ballettlehrerin. Von 1963 bis 1970 arbeitete sie an der Metropolitan Opera in New York. Ihre Autobiographie betitelte Markova mit der Überschrift Giselle and I.
Markova starb einen Tag nach ihrem 94. Geburtstag an einer Hirnblutung.